# Conhac la Forest
Conhac la Forest (en francès Cognac-la-Forêt) és un municipi francès situat al departament de l'Alta Viena i a la regió de la Nova Aquitània.

## Demografia
| 1962                                       | 1968 | 1975 | 1982 | 1990 | 1999 | 2007  |
| ------------------------------------------ | ---- | ---- | ---- | ---- | ---- | ----- |
| 859                                        | 951  | 801  | 864  | 893  | 890  | 1.059 |
| Des de 1962: població sense dobles comptes |      |      |      |      |      |       |

## Administració
| Període   | Identitat          | Partit |
| --------- | ------------------ | ------ |
| 1945-1953 | Alexandre Gerald   |        |
| 1953-1971 | Daniel Dussoulier  |        |
| 1971-1989 | Adrien Rathier     |        |
| 1989-2001 | René Moreau        |        |
| 2001-2005 | Arsène Even        |        |
| 2005-     | Christian Vignerie |        |